# Gmina Niwiska
Die Gmina Niwiska ist eine Landgemeinde im Powiat Kolbuszowski der Woiwodschaft Karpatenvorland in Polen. Ihr Sitz ist das gleichnamige Dorf mit etwa 1600 Einwohnern.

## Gliederung
Zur Landgemeinde (gmina wiejska) Niwiska gehören folgende neun Dörfer mit einem Schulzenamt:
Hucina
Hucisko
Kosowy
Leszcze
Niwiska
Przyłęk
Siedlanka
Trześń
Zapole